# Casa de Emparan
La casa de Emparan (o Enparan) es uno de los más ilustres y antiguos linajes de la provincia española de Guipúzcoa, reputada de ser parientes mayores en época anterior a las veinticuatro casas calificadas por el monarca Carlos I de España. El apellido Emparan, de origen vasco en Azpeitia, pasó a Fuenterrabía, Irún  y Lasarte, todos en Guipúzcoa; una rama oriunda de Azpeitia se apellidó Martínez de Emparan.
Tuvo este noble linaje su primitiva casa solar, de pariente mayor y gran autoridad, con una torre fuerte, en la parroquia de San Sebastián de Soreasu de la villa de Azpeitia, y sus caballeros disfrutaron del privilegio que los monarcas les comunicaran el nacimiento o la muerte de todos sus parientes. Durante las guerras de bandos en Guipúzcoa perteneció al bando de Oñaz y fue una de las veinticuatro familias que tenían voto en las Cortes.

## Parientes mayores, señores de la guerra y de la tierra
Se conocían como los parientes mayores a los caballeros de la región vasca, propietarios de grandes extensiones territoriales, los ricohombres. Herederos directos del fundador del linaje, aquel que conquistó la tierra, sus pobladores y los recursos con que edificar la casa y dio el nombre al apellido.
Durante las guerras de bandos o banderizos que tuvieron lugar a finales de la Edad Media, algunos de los parientes mayores del territorio guipuzcoano estaban divididos en dos bandos enfrentados: los partidarios de Gamboa y los de Oñaz, también conocidos como los gamboínos y oñacinos. Este hecho no era exclusivo de la provincia, pues en otras regiones cercanas también pasaba lo mismo: 
- en Álava, los Mendoza contra los Guevara.
- en Vizcaya, los Múgica contra los Abendaño.
- en Navarra, los Beaumonteses contra los Agramonteses.

Los de un bando de una región se aliaban con los de otra, con lo cual estas guerras acaban traspasando las fronteras.
Según los antecedentes históricos, algunas de las familias que pertenecían al bando gamboíno fueron los linajes de Muguerza, Olaso, Balda, Zarauz, Iraeta, Zumaya, Jaolaza, Cegama, San Millán y Achega, mientras que integraban el bando oñacino los linajes de Lazcano, Amézqueta, Loyola, Ozaeta, Gaviria, Arriarán, Yarza, Berátegui, Unzueta, Lizaur, Murguía, Alcega, Aguirre, Ceráin y Ugarte. En tiempos anteriores se conocían también por parientes mayores las casas de Emparan, Echazarraeta, Azcue, Leaburu y Aceláin. Ambos linajes o bandos componían veinticuatro casas, cuyas cabezas o jefes respectivos eran el señor de la casa de Olaso y Muguerza en Elgóibar por el bando gamboíno y el señor de la casa de Lazcano por el bando oñacino.
En Guipúzcoa, entre los años de 1372 y 1373, los bandos enfrentados vivieron un período muy fuerte de guerra, luchas, violencia y muerte, despojos de bienes e incendios. El bando gamboíno era capitaneado por Beltrán de Guevara y el oñacino por Miguel López de Lazcano, el cual era apoyado en la lucha por los habitantes de la villa de Azpeitia con los parientes mayores de Loyola y Emparan.
La casa de Emparan siempre estuvo unida a la casa de Loyola y por tanto su afiliación al bando oñacino quedó demostrada, por lo que sufrió también las consecuencias de la orden confirmada en Vitoria el 30 de marzo de 1457 por Enrique IV de Castilla, la cual mandaba la destrucción de las casas-torres hasta su primer piso, lo que daría fin a la guerra entre los dos bandos tras más de dos siglos de luchas que causaron muertes y destrozos.

## Genealogía de la casa de Emparan

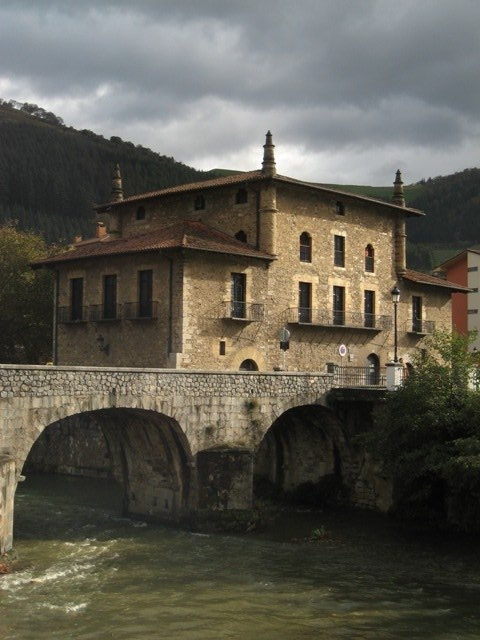
Casa-torre y palacio de Emparan, actual Biblioteca Municipal de Azpeitia, provincia de Guipúzcoa, España.

- Pedro Sánchez de Emparan, I señor de la casa de Emparan y de Esténaga, situadas en Azpeitia e Idiazábal. Sus padres fueron Pedro Martínez de Emparan, y Navarra de Esténaga Oñaz y Loyola. Contrajo matrimonio con Navarra de Murguía y Lazcano, señora de la casa de Murguía, y de ella tuvo a Martín Pérez de Emparan.[2]

- Martín Pérez de Emparan, II señor de la casa de Emparan, como hijo mayor heredó asimismo las casas de Murguía y Esténaga, fue también vasallo del rey y patrono de la iglesia de santa María de Astigarraga, como señor del solar de Murguía. Sirvió a Juan II de Castilla con muchos parientes y criados, todos a su costa, en cuantas ocasiones se presentaron, especialmente en el año 1421 en la tala de Montefrío y según refiere el cronista Mendoza, fue uno de los caballeros más valerosos del bando oñacino. Falleció el año 1446 en un encuentro que tuvieron los de su bando con los gamboínos. Contrajo matrimonio con María López de Amézqueta y Lazcano, hija de Oger de Amézqueta, señor y pariente mayor del solar de ese apellido, servidor de los reyes Enrique III y Juan II, y de María López de Lazcano y Gaona, su legítima mujer, propietaria del palacio de Lazcano. Al morir Martín Pérez de Emparan se dividen los solares entre los tres hijos: el mayor, Juan Martínez de Emparan, heredó el señorío de la casa de Emparan; el segundo hijo, Oger –que significa Jorge– de Murguía, heredó a Murguía, y la tercera hija, María López de Esténaga, que tomó este apellido por haber heredado la casa de Esténaga en 1446, año en que falleció su padre; contrajo matrimonio en Gaviria, con Juan Martínez de Eguizábal y en sus hijos y descendientes continuó el dominio de esta casa, hasta el siglo XVIII, en que por enlace pasó a los Berroeta, señores de Ozaeta, parientes mayores en la villa de Vergara.

- Juan Martínez de Emparan, III señor de la casa de Emparan, casó con Catalina de Loyola, tía de san Ignacio de Loyola, fundador de la Compañía de Jesús, y hermana de Beltrán Yáñez de Oñaz y Loyola, VIII señor de la casa de Loyola.

- Pedro Martínez de Emparan y Loyola, IV señor de la casa de Emparan, casó con María Pérez de Vértiz, descendiente de la casa de Vértiz de Navarra. Tuvieron dos hijos, Juan Martínez de Emparan y a Gracia Ruiz de Emparan.

- Juan Martínez de Emparan, V señor de la casa de Emparan, casó con María Ortíz de Balda y Gamboa, de la casa de Balda de Azcoitia.

- Catalina de Emparan y Balda, VI señora de la casa de Emparan, casó con Juan de Argain y no tuvieron descendencia.

- Marina de Zabalia y Emparan, VII señora de la casa de Emparan. Para el año 1604 aparece como heredera del solar, pero para su continuación en 1641 surgieron desavenencias entre las herederas María y Domeneca Aizaga, hermanas, que disputaban para sí el mayorazgo de la casa de Emparan.

- María de Aizaga y Emparan, VIII señora de la casa de Emparan, heredó el solar luego que la Real Chancillería de Valladolid dictara sentencia a su favor.

- María Martínez de Emparan, IX señora de la casa de Emparan, hija de María de Aizaga y Emparan, casó con Francisco de Sorarráin y Emparan, hijo de Domingo de Zabala y de Gracia Ruiz de Emparan.

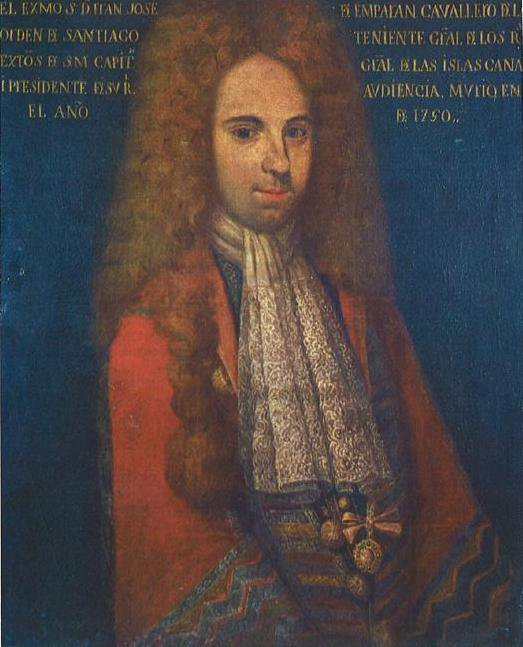
Francisco José de Emparan

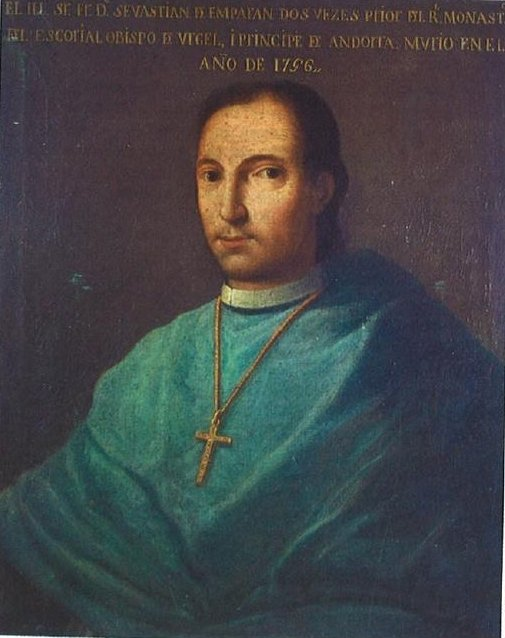
Sebastián de Emparan

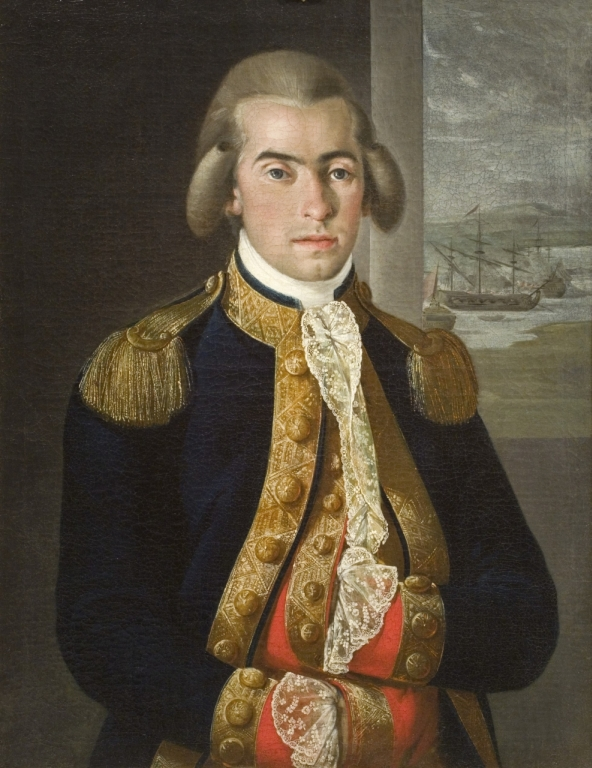
Vicente Emparan, óleo del pintor español Antonio Carnicero titulado "Retrato del Teniente de Navío Emparan" (c. 1777), óleo/lienzo: 80 x 61 cm. Copia de este retrato fue donado a la Academia Nacional de la Historia de Venezuela el 1 de marzo de 2012 por la familia Hidalgo-Parés, descendientes en Venezuela de la casa de Emparan.

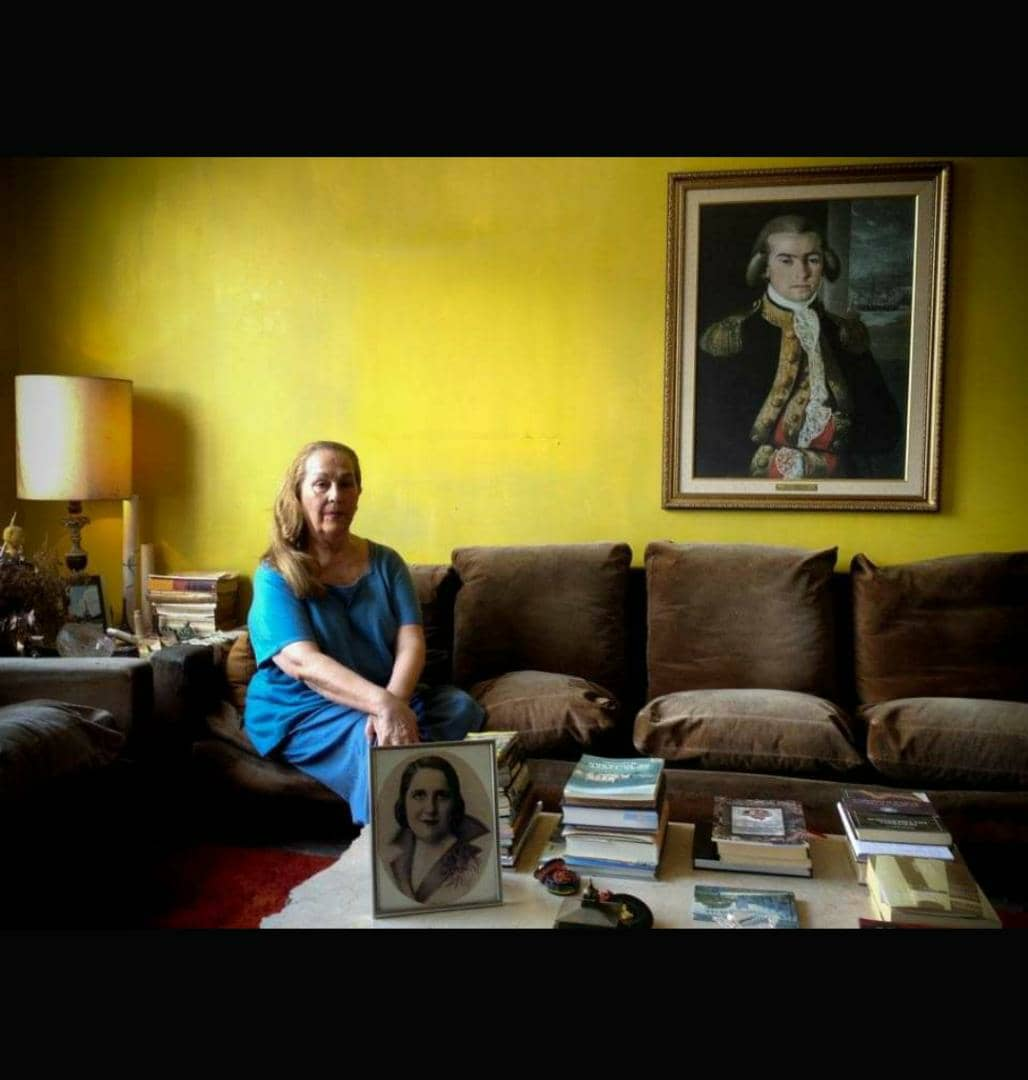
Silene Parés de Hidalgo (2011)

- Pedro de Emparan y Sorarráin, X señor de la casa de Emparan, en el Archivo Histórico Nacional, en la sección de órdenes, aparece su expediente de caballero de la Orden de Santiago en el que se le nombra como Pedro de Sorarráin, obtuvo prueba de nobleza. En Larraul participó en la elección de nuevos oficios en 1621 y años siguientes. Casó con Mariana de Aramburu, tuvieron ocho hijos, entre los cuales se encuentra Ignacio de Emparan y Sorarráin.

- Ignacio de Emparan y Sorarráin, XI señor de la casa de Emparan. Nació en Larraul el 20 de noviembre de 1621, falleció en Azpeitia el 30 de octubre de 1662.  En el libro de Caballeros de la Orden de Santiago, siglo XVIII aparece su nombre como Ignacio de Sorarráin, y en el libro de Extracto de los Expedientes de la Orden de Carlos 3° figura su nombre como Ignacio de Emparan y Sorarráin. Casó en Azcoitia el 1 de noviembre de 1645 con Ana Eycaga y Olano, hija de Pedro de Eycaga y Catalina Olano. Tuvieron por único hijo a Francisco Ignacio de Emparan.

- Francisco Ignacio de Emparan, XII señor de la casa de Emparan. Nació en Azpeitia el 22 de enero de 1647. Testó en Azpeitia el 27 de noviembre de 1726 ante Tomás Ignacio Acosta. En su expediente de caballero de la Orden de Santiago, siglo XVIII, aparece su nombre como Francisco Ignacio Sorarráin, y en el libro de Extracto de los Expedientes de la Orden de Carlos 3° figura su nombre como Francisco Ignacio de Emparan. Obtuvo prueba de nobleza en Azpeitia. Fue fiel síndico, teniente de síndico, alcalde, juez y diputado. Contrajo matrimonio tres veces, en primeras nupcias con Mariana Corta. En segundas en Azpeitia el 29 de junio de 1670 con Catalina de Azcue, nacida en Azpeitia el 18 de marzo de 1642, hija de Juan de Azcue y María de Zaulaica. En terceras nupcias con María Olaza. Del matrimonio con Catalina de Azcue nacieron siete hijos, entre los cuales se encuentran el mariscal de campo Francisco José de Emparan y el prior del monasterio de El Escorial y príncipe de Andorra Sebastián de Emparan.

- Francisco José de Emparan, XIII señor de la casa de Emparan. Nació en Azpeitia el 22 de septiembre de 1676, falleció en Santa Cruz de Tenerife el 22 de diciembre de 1740. Hizo pruebas de nobleza y fue recibido como caballero de la Orden de Santiago el 7 de julio de 1701, mariscal de campo de los reales ejércitos y capitán de un tercio de infantería española en Nápoles. Fue comandante general de Canarias y presidente de su Real Audiencia. Contrajo matrimonio en Éibar el 28 de junio de 1713 con Francisca Antonia de Zarauz, descendiente directa en grado decimoquinto por línea paterna de Alfonso XI de Castilla, hija de José Antonio Ortiz de Zárauz, señor del palacio de Zarauz y caballero de la Orden de Santiago, y de su mujer María Ángela Velasco. De su matrimonio tuvo, entre varios hijos, a José Joaquín de Emparan.

- José Joaquín de Emparan, XIV señor de la casa de Emparan. Nació en Azpeitia el 13 de julio de 1725, falleció el 4 de febrero de 1799. Hizo pruebas de nobleza en Azpeitia e hijodalgo en 1764 en Azcoitia. Fue alcalde, juez, teniente de alcalde, fiel, regidor mayor, procurador y diputado. Contrajo matrimonio en Ermua el 26 de octubre de 1744 con María Ana de Orbe y Zarauz, sobrina de Andrés de Orbe y Larreátegui a quien el rey Felipe V de España le otorgó el título de Castilla marqués de Valde-Espina, en cabeza de su sobrino Andrés Agustín de Orbe y Zárauz, el cual contrajo matrimonio con María Teresa de Murguía y Arbelaiz, descendiente directa de Martín Pérez de Emparan, II señor de la casa de Emparan heredero del señorío de Murguía y Esténaga. Tuvieron quince hijos, entre los cuales se encuentran Francisco que continuó con el mayorazgo de la casa de Emparan, el presidente, gobernador y capitán general de Venezuela Vicente, el caballero de la orden de Carlos III Agustín Ignacio, el capitán de navío Manuel Antonio, el alcalde ordinario en Venezuela Pedro y el brigadier Miguel José de Emparan y Orbe.

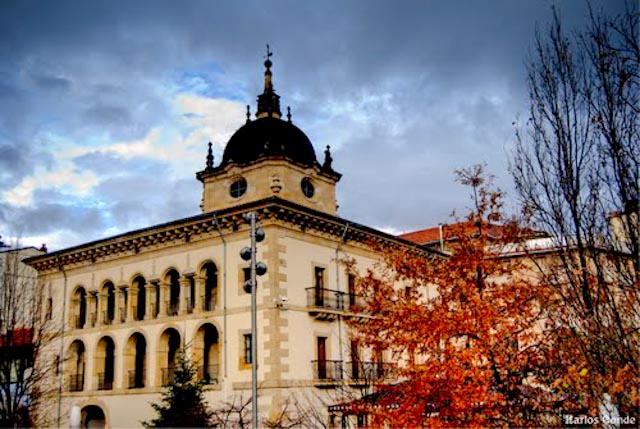
Palacio de los marqueses de Valde-Espina, residencia de la familia Orbe, actual sede del Ayuntamiento de la villa de Ermua, provincia de Vizcaya, España.

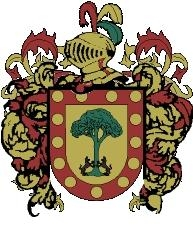
Escudo de armas de la casa de Orbe de Ermua. Escudo en campo de oro, un pino de sinople y dos lobos de sable empinados al tronco, uno por cada lado. Bordura de gules, con trece roeles de oro.

- Francisco de Emparan, XV señor de la casa de Emparan. Nació en Ermua el 5 de agosto de 1745. Contrajo matrimonio en Azpeitia en 1779 con María Eulalia Aranguren Alaba, hermana de Santiago Elías de Aranguren y Álava, que sucedió a la casa de Aranguren de Zarugalde y fue en ella el primero que heredó el título de conde de Monterrón.

- José Manuel de Emparan, XVI señor de la casa de Emparan. Nació en Azpeitia el 18 de diciembre de 1779. Contrajo matrimonio en Azpeitia el 2 de mayo de 1810 con María Joaquina de Olazábal.

- Genaro de Emparan, XVII señor de la casa de Emparan. Nació en Azpeitia el 19 de septiembre de 1811. Contrajo matrimonio en Azpeitia el 3 de febrero de 1845 con Modesta de Erize y Ochoteco.

- Inocencio de Emparan y de Erice, XVIII señor de la casa de Emparan. Nació en Azpeitia el 29 de diciembre de 1845. Contrajo matrimonio en Tolosa el 27 de abril de 1869 con Juana Antonia Arteaga Azpiroz. Ignacio Pérez-Arregui, en su discurso con motivo del acto inaugural de la restauración de la casa-torre y palacio de Emparan el 23 de junio de 1977, recordó al último señor de la casa de Emparan, Inocencio de Emparan, fundador de la Orquesta de Azpeitia conjuntamente con el azcoitiano Ignacio Aldalur. Inocencio de Emparan donó a la orquesta varios instrumentos de cuerda, violines, viola (que él tocaba), violonchelo y contrabajo. Falleció cerca de Azpeitia el 23 de noviembre de 1888 tras un accidente que le quitó la vida. El duelo y el llanto fueron generales en su pueblo natal. De su matrimonio con Juana Antonia Arteaga Azpiroz nacieron ocho hijos, entre los cuales se encuentran María del Pilar, que casó con Leopoldo Olaechea de Bilbao; Segunda, que casó con Juan María Acilona y Altuna, alcalde de Azpeitia; e Inés, que casó con Federico Olano. Sus dos hijos varones, Ignacio vivió y murió en Bilbao y Ramón vivió y murió en Azpeitia. Luego de varios años de abandono, la casa-torre y palacio de Emparan fue derrumbándose hasta amenazar con su desaparición cuando la Caja de Ahorros Municipal de San Sebastián, hoy en día conocida como Caja de Ahorros Kutxa, la adquirió para restaurarla y dedicarla al desarrollo de obras sociales y culturales en Azpeitia. En la actualidad la casa-torre y palacio de Emparan es la sede de la Biblioteca Municipal de Azpeitia.

## Descendencia en Venezuela
La descendencia de la familia Emparan en Venezuela se inició con la llegada de Pedro de Emparan (o Amparan) hacia 1792, cuando su hermano Vicente de Emparan y Orbe fue designado gobernador e intendente de la provincia de Cumaná. Estando en Venezuela ocupó el cargo de alcalde ordinario. En la época de la colonia, los alcaldes ordinarios tenían la facultad de ejercer el gobierno interinamente en caso de muerte o ausencia del gobernador de la provincia. Vivió en Barcelona (Venezuela), posteriormente se trasladó a la población de El Chaparro, ubicada al oeste del Estado Anzoátegui. Contrajo matrimonio con Gracia Arveláiz, hija de Juan Bautista Arveláiz Altuna y Legarra, y Rita Ignacia de Berroeta del Peral, ambas familias poderosas e influyentes en el oriente venezolano. Tuvieron tres hijos nacidos en Venezuela: comandante Pedro Miguel, Salomé y Juana Francisca Amparan Arveláiz. Cambiando el apellido Emparan por Amparan como es mencionado en el estudio de Ignacio Arteche Elejalde. Sus descendientes se emparentaron con la familia del prócer de la independencia venezolana Antonio José de Sucre, gran mariscal de Ayacucho y del general José Tadeo Monagas, presidente de Venezuela.
Pedro Miguel Amparan Arveláiz se alistó en las tropas patriotas venezolanas y llegó a ser comandante del ejército patriota en la guerra de independencia y coronel en las guerras civiles en las que participó. Así son las cosas de la vida, el sobrino del capitán general Vicente Emparan luchando contra el ejército realista español. Ejerció en Onoto cargos públicos desde comienzos de 1819, como alcalde de esa localidad y también como jefe militar de esa parroquia. Contrajo matrimonio en El Chaparro el 20 de abril de 1811 con Manuela Fernández López, ante el Pbro. José González. Tuvieron por hijos a Pedro Celestino, general José Luis (Pepe), Ana Josefa de la Luz, Mercedes que casó con su primo hermano Emilio Parés Amparan, Vicente y Rita Amparan Fernández.
La familia Emparan y Orbe, señores de las villas de Azpeitia y Ermua y del Marquesado de Valde-Espina, es descendiente directa de la casa de Loyola, la casa de Balda, la casa de Butrón, la casa de Haro, la casa de Borgoña y por esta línea familiar de los monarcas de los reinos de Asturias, Castilla, León, Aragón, Navarra, Portugal, la dinastía de los Capetos de Francia, la dinastía Hohenstaufen de Alemania, la casa de Plantagenet de Inglaterra, el Reino de Escocia, la casa de Normandía y la casa de Uppsala.[cita requerida] El último descendiente legítimo en Venezuela de esta línea de parentesco es el economista Luis Vicente Hidalgo Parés, en séptima generación por línea materna.
|     | Descendientes Legítimos       | Período             |
| --- | ----------------------------- | ------------------- |
| I   | Pedro de Emparan (o Amparan)  | 1755-? España       |
| II  | Pedro Miguel Amparan Arveláiz | 1794-1860 Venezuela |
| III | Mercedes Amparan Fernández    | 1835-1890 Venezuela |
| IV  | Rafael Parés Amparan          | ?-? Venezuela       |
| V   | Pedro Emilio Parés Gago       | 1904-1959 Venezuela |
| VI  | Silene Parés de Hidalgo       | 1938-2016 Venezuela |
| VII | Luis Vicente Hidalgo Parés    | 1971 Venezuela      |

### Árbol genealógico
|                                     |                                     |                                     |                                     |                                        |                                        |                                        |                                        | | | | | | | José Joaquín de Emparan, XIV señor de la casa de Emparan (1725-1799) | José Joaquín de Emparan, XIV señor de la casa de Emparan (1725-1799) | José Joaquín de Emparan, XIV señor de la casa de Emparan (1725-1799) | José Joaquín de Emparan, XIV señor de la casa de Emparan (1725-1799) | José Joaquín de Emparan, XIV señor de la casa de Emparan (1725-1799) | José Joaquín de Emparan, XIV señor de la casa de Emparan (1725-1799) |                                                                       |                                                                       |                                                                       |                                                                       |                                                                       |                                                                       | María Ana de Orbe y Zárauz (1723-1815) | María Ana de Orbe y Zárauz (1723-1815) | María Ana de Orbe y Zárauz (1723-1815)                                                       | María Ana de Orbe y Zárauz (1723-1815)                                                       | María Ana de Orbe y Zárauz (1723-1815)                                                       | María Ana de Orbe y Zárauz (1723-1815)                                                       |                                                                                              |                                                                                              |                                               |                                               |                                               |                                               |  |  |
|                                     |                                     |                                     |                                     |                                        |                                        |                                        |                                        | | | | | | | José Joaquín de Emparan, XIV señor de la casa de Emparan (1725-1799) | José Joaquín de Emparan, XIV señor de la casa de Emparan (1725-1799) | José Joaquín de Emparan, XIV señor de la casa de Emparan (1725-1799) | José Joaquín de Emparan, XIV señor de la casa de Emparan (1725-1799) | José Joaquín de Emparan, XIV señor de la casa de Emparan (1725-1799) | José Joaquín de Emparan, XIV señor de la casa de Emparan (1725-1799) |                                                                       |                                                                       |                                                                       |                                                                       |                                                                       |                                                                       | María Ana de Orbe y Zárauz (1723-1815) | María Ana de Orbe y Zárauz (1723-1815) | María Ana de Orbe y Zárauz (1723-1815)                                                       | María Ana de Orbe y Zárauz (1723-1815)                                                       | María Ana de Orbe y Zárauz (1723-1815)                                                       | María Ana de Orbe y Zárauz (1723-1815)                                                       |                                                                                              |                                                                                              |                                               |                                               |                                               |                                               |  |  |
|                                     |                                     |                                     |                                     |                                        |                                        |                                        |                                        | | | | | | |                                                                      |                                                                      |                                                                      |                                                                      |                                                                      |                                                                      |                                                                       |                                                                       |                                                                       |                                                                       |                                                                       |                                                                       |                                        |                                        |                                                                                              |                                                                                              |                                                                                              |                                                                                              |                                                                                              |                                                                                              |                                               |                                               |                                               |                                               |  |  |
|                                     |                                     |                                     |                                     |                                        |                                        |                                        |                                        | | | | | | |                                                                      |                                                                      |                                                                      |                                                                      |                                                                      |                                                                      |                                                                       |                                                                       |                                                                       |                                                                       |                                                                       |                                                                       |                                        |                                        |                                                                                              |                                                                                              |                                                                                              |                                                                                              |                                                                                              |                                                                                              |                                               |                                               |                                               |                                               |  |  |
|                                     |                                     |                                     |                                     |                                        |                                        |                                        |                                        | | | | | Gracia Arvelaiz (1766-?)                                                                                               | Gracia Arvelaiz (1766-?)                                                                                               | Gracia Arvelaiz (1766-?)                                             | Gracia Arvelaiz (1766-?)                                             | Gracia Arvelaiz (1766-?)                                             | Gracia Arvelaiz (1766-?)                                             |                                                                      |                                                                      | Pedro de Emparan (o Amparan), alcalde ordinario en Venezuela (1755-?) | Pedro de Emparan (o Amparan), alcalde ordinario en Venezuela (1755-?) | Pedro de Emparan (o Amparan), alcalde ordinario en Venezuela (1755-?) | Pedro de Emparan (o Amparan), alcalde ordinario en Venezuela (1755-?) | Pedro de Emparan (o Amparan), alcalde ordinario en Venezuela (1755-?) | Pedro de Emparan (o Amparan), alcalde ordinario en Venezuela (1755-?) |                                        |                                        | Vicente de Emparan y Orbe, presidente, gobernador y capitán general de Venezuela (1747-1820) | Vicente de Emparan y Orbe, presidente, gobernador y capitán general de Venezuela (1747-1820) | Vicente de Emparan y Orbe, presidente, gobernador y capitán general de Venezuela (1747-1820) | Vicente de Emparan y Orbe, presidente, gobernador y capitán general de Venezuela (1747-1820) | Vicente de Emparan y Orbe, presidente, gobernador y capitán general de Venezuela (1747-1820) | Vicente de Emparan y Orbe, presidente, gobernador y capitán general de Venezuela (1747-1820) |                                               |                                               |                                               |                                               |  |  |
|                                     |                                     |                                     |                                     |                                        |                                        |                                        |                                        | | | | | Gracia Arvelaiz (1766-?)                                                                                               | Gracia Arvelaiz (1766-?)                                                                                               | Gracia Arvelaiz (1766-?)                                             | Gracia Arvelaiz (1766-?)                                             | Gracia Arvelaiz (1766-?)                                             | Gracia Arvelaiz (1766-?)                                             |                                                                      |                                                                      | Pedro de Emparan (o Amparan), alcalde ordinario en Venezuela (1755-?) | Pedro de Emparan (o Amparan), alcalde ordinario en Venezuela (1755-?) | Pedro de Emparan (o Amparan), alcalde ordinario en Venezuela (1755-?) | Pedro de Emparan (o Amparan), alcalde ordinario en Venezuela (1755-?) | Pedro de Emparan (o Amparan), alcalde ordinario en Venezuela (1755-?) | Pedro de Emparan (o Amparan), alcalde ordinario en Venezuela (1755-?) |                                        |                                        | Vicente de Emparan y Orbe, presidente, gobernador y capitán general de Venezuela (1747-1820) | Vicente de Emparan y Orbe, presidente, gobernador y capitán general de Venezuela (1747-1820) | Vicente de Emparan y Orbe, presidente, gobernador y capitán general de Venezuela (1747-1820) | Vicente de Emparan y Orbe, presidente, gobernador y capitán general de Venezuela (1747-1820) | Vicente de Emparan y Orbe, presidente, gobernador y capitán general de Venezuela (1747-1820) | Vicente de Emparan y Orbe, presidente, gobernador y capitán general de Venezuela (1747-1820) |                                               |                                               |                                               |                                               |  |  |
|                                     |                                     |                                     |                                     |                                        |                                        |                                        |                                        | | | | | | |                                                                      |                                                                      |                                                                      |                                                                      |                                                                      |                                                                      |                                                                       |                                                                       |                                                                       |                                                                       |                                                                       |                                                                       |                                        |                                        |                                                                                              |                                                                                              |                                                                                              |                                                                                              |                                                                                              |                                                                                              |                                               |                                               |                                               |                                               |  |  |
|                                     |                                     |                                     |                                     |                                        |                                        |                                        |                                        | | | | | | |                                                                      |                                                                      |                                                                      |                                                                      |                                                                      |                                                                      |                                                                       |                                                                       |                                                                       |                                                                       |                                                                       |                                                                       |                                        |                                        |                                                                                              |                                                                                              |                                                                                              |                                                                                              |                                                                                              |                                                                                              |                                               |                                               |                                               |                                               |  |  |
| Manuela Fernández López (1791-1845) | Manuela Fernández López (1791-1845) | Manuela Fernández López (1791-1845) | Manuela Fernández López (1791-1845) | Manuela Fernández López (1791-1845)    | Manuela Fernández López (1791-1845)    |                                        |                                        | Pedro Miguel Amparan Arvelaiz, comandante del ejército patriota en la guerra de independencia de Venezuela (1794-1860) | Pedro Miguel Amparan Arvelaiz, comandante del ejército patriota en la guerra de independencia de Venezuela (1794-1860) | Pedro Miguel Amparan Arvelaiz, comandante del ejército patriota en la guerra de independencia de Venezuela (1794-1860) | Pedro Miguel Amparan Arvelaiz, comandante del ejército patriota en la guerra de independencia de Venezuela (1794-1860) | Pedro Miguel Amparan Arvelaiz, comandante del ejército patriota en la guerra de independencia de Venezuela (1794-1860) | Pedro Miguel Amparan Arvelaiz, comandante del ejército patriota en la guerra de independencia de Venezuela (1794-1860) |                                                                      |                                                                      | Juana Francisca Amparan Arvelaiz                                     | Juana Francisca Amparan Arvelaiz                                     | Juana Francisca Amparan Arvelaiz                                     | Juana Francisca Amparan Arvelaiz                                     | Juana Francisca Amparan Arvelaiz                                      | Juana Francisca Amparan Arvelaiz                                      |                                                                       |                                                                       | Salomé Amparan Arvelaiz (1810-1875)                                   | Salomé Amparan Arvelaiz (1810-1875)                                   | Salomé Amparan Arvelaiz (1810-1875)    | Salomé Amparan Arvelaiz (1810-1875)    | Salomé Amparan Arvelaiz (1810-1875)                                                          | Salomé Amparan Arvelaiz (1810-1875)                                                          |                                                                                              |                                                                                              | Juan Francisco Parés y Jove (1789-1843)                                                      | Juan Francisco Parés y Jove (1789-1843)                                                      | Juan Francisco Parés y Jove (1789-1843)       | Juan Francisco Parés y Jove (1789-1843)       | Juan Francisco Parés y Jove (1789-1843)       | Juan Francisco Parés y Jove (1789-1843)       |  |  |
| Manuela Fernández López (1791-1845) | Manuela Fernández López (1791-1845) | Manuela Fernández López (1791-1845) | Manuela Fernández López (1791-1845) | Manuela Fernández López (1791-1845)    | Manuela Fernández López (1791-1845)    |                                        |                                        | Pedro Miguel Amparan Arvelaiz, comandante del ejército patriota en la guerra de independencia de Venezuela (1794-1860) | Pedro Miguel Amparan Arvelaiz, comandante del ejército patriota en la guerra de independencia de Venezuela (1794-1860) | Pedro Miguel Amparan Arvelaiz, comandante del ejército patriota en la guerra de independencia de Venezuela (1794-1860) | Pedro Miguel Amparan Arvelaiz, comandante del ejército patriota en la guerra de independencia de Venezuela (1794-1860) | Pedro Miguel Amparan Arvelaiz, comandante del ejército patriota en la guerra de independencia de Venezuela (1794-1860) | Pedro Miguel Amparan Arvelaiz, comandante del ejército patriota en la guerra de independencia de Venezuela (1794-1860) |                                                                      |                                                                      | Juana Francisca Amparan Arvelaiz                                     | Juana Francisca Amparan Arvelaiz                                     | Juana Francisca Amparan Arvelaiz                                     | Juana Francisca Amparan Arvelaiz                                     | Juana Francisca Amparan Arvelaiz                                      | Juana Francisca Amparan Arvelaiz                                      |                                                                       |                                                                       | Salomé Amparan Arvelaiz (1810-1875)                                   | Salomé Amparan Arvelaiz (1810-1875)                                   | Salomé Amparan Arvelaiz (1810-1875)    | Salomé Amparan Arvelaiz (1810-1875)    | Salomé Amparan Arvelaiz (1810-1875)                                                          | Salomé Amparan Arvelaiz (1810-1875)                                                          |                                                                                              |                                                                                              | Juan Francisco Parés y Jove (1789-1843)                                                      | Juan Francisco Parés y Jove (1789-1843)                                                      | Juan Francisco Parés y Jove (1789-1843)       | Juan Francisco Parés y Jove (1789-1843)       | Juan Francisco Parés y Jove (1789-1843)       | Juan Francisco Parés y Jove (1789-1843)       |  |  |
|                                     |                                     |                                     |                                     |                                        |                                        |                                        |                                        | | | | | | |                                                                      |                                                                      |                                                                      |                                                                      |                                                                      |                                                                      |                                                                       |                                                                       |                                                                       |                                                                       |                                                                       |                                                                       |                                        |                                        |                                                                                              |                                                                                              |                                                                                              |                                                                                              |                                                                                              |                                                                                              |                                               |                                               |                                               |                                               |  |  |
|                                     |                                     |                                     |                                     | Mercedes Amparan Fernández (1835-1890) | Mercedes Amparan Fernández (1835-1890) | Mercedes Amparan Fernández (1835-1890) | Mercedes Amparan Fernández (1835-1890) | Mercedes Amparan Fernández (1835-1890)                                                                                 | Mercedes Amparan Fernández (1835-1890)                                                                                 | | | | |                                                                      |                                                                      |                                                                      |                                                                      |                                                                      |                                                                      |                                                                       |                                                                       |                                                                       |                                                                       |                                                                       |                                                                       |                                        |                                        | Emilio Parés Amparan (1827-?)                                                                | Emilio Parés Amparan (1827-?)                                                                | Emilio Parés Amparan (1827-?)                                                                | Emilio Parés Amparan (1827-?)                                                                | Emilio Parés Amparan (1827-?)                                                                | Emilio Parés Amparan (1827-?)                                                                |                                               |                                               |                                               |                                               |  |  |
|                                     |                                     |                                     |                                     | Mercedes Amparan Fernández (1835-1890) | Mercedes Amparan Fernández (1835-1890) | Mercedes Amparan Fernández (1835-1890) | Mercedes Amparan Fernández (1835-1890) | Mercedes Amparan Fernández (1835-1890)                                                                                 | Mercedes Amparan Fernández (1835-1890)                                                                                 | | | | |                                                                      |                                                                      |                                                                      |                                                                      |                                                                      |                                                                      |                                                                       |                                                                       |                                                                       |                                                                       |                                                                       |                                                                       |                                        |                                        | Emilio Parés Amparan (1827-?)                                                                | Emilio Parés Amparan (1827-?)                                                                | Emilio Parés Amparan (1827-?)                                                                | Emilio Parés Amparan (1827-?)                                                                | Emilio Parés Amparan (1827-?)                                                                | Emilio Parés Amparan (1827-?)                                                                |                                               |                                               |                                               |                                               |  |  |
|                                     |                                     |                                     |                                     |                                        |                                        |                                        |                                        | | | | | | |                                                                      |                                                                      |                                                                      |                                                                      |                                                                      |                                                                      |                                                                       |                                                                       |                                                                       |                                                                       |                                                                       |                                                                       |                                        |                                        |                                                                                              |                                                                                              |                                                                                              |                                                                                              |                                                                                              |                                                                                              |                                               |                                               |                                               |                                               |  |  |
|                                     |                                     |                                     |                                     |                                        |                                        |                                        |                                        | | | | | | |                                                                      |                                                                      | Rafael Parés Amparan                                                 | Rafael Parés Amparan                                                 | Rafael Parés Amparan                                                 | Rafael Parés Amparan                                                 | Rafael Parés Amparan                                                  | Rafael Parés Amparan                                                  |                                                                       |                                                                       | Luisa Petronila Gago Baca                                             | Luisa Petronila Gago Baca                                             | Luisa Petronila Gago Baca              | Luisa Petronila Gago Baca              | Luisa Petronila Gago Baca                                                                    | Luisa Petronila Gago Baca                                                                    |                                                                                              |                                                                                              |                                                                                              |                                                                                              |                                               |                                               |                                               |                                               |  |  |
|                                     |                                     |                                     |                                     |                                        |                                        |                                        |                                        | | | | | | |                                                                      |                                                                      | Rafael Parés Amparan                                                 | Rafael Parés Amparan                                                 | Rafael Parés Amparan                                                 | Rafael Parés Amparan                                                 | Rafael Parés Amparan                                                  | Rafael Parés Amparan                                                  |                                                                       |                                                                       | Luisa Petronila Gago Baca                                             | Luisa Petronila Gago Baca                                             | Luisa Petronila Gago Baca              | Luisa Petronila Gago Baca              | Luisa Petronila Gago Baca                                                                    | Luisa Petronila Gago Baca                                                                    |                                                                                              |                                                                                              |                                                                                              |                                                                                              |                                               |                                               |                                               |                                               |  |  |
|                                     |                                     |                                     |                                     |                                        |                                        |                                        |                                        | | | | | | |                                                                      |                                                                      |                                                                      |                                                                      |                                                                      |                                                                      |                                                                       |                                                                       |                                                                       |                                                                       |                                                                       |                                                                       |                                        |                                        |                                                                                              |                                                                                              |                                                                                              |                                                                                              |                                                                                              |                                                                                              |                                               |                                               |                                               |                                               |  |  |
|                                     |                                     |                                     |                                     |                                        |                                        |                                        |                                        | | | | | | |                                                                      |                                                                      |                                                                      |                                                                      |                                                                      |                                                                      | Pedro Emilio Parés Gago (1904-1959)                                   | Pedro Emilio Parés Gago (1904-1959)                                   | Pedro Emilio Parés Gago (1904-1959)                                   | Pedro Emilio Parés Gago (1904-1959)                                   | Pedro Emilio Parés Gago (1904-1959)                                   | Pedro Emilio Parés Gago (1904-1959)                                   |                                        |                                        | Leticia Pieretti Guzmán (1913-1976)                                                          | Leticia Pieretti Guzmán (1913-1976)                                                          | Leticia Pieretti Guzmán (1913-1976)                                                          | Leticia Pieretti Guzmán (1913-1976)                                                          | Leticia Pieretti Guzmán (1913-1976)                                                          | Leticia Pieretti Guzmán (1913-1976)                                                          |                                               |                                               |                                               |                                               |  |  |
|                                     |                                     |                                     |                                     |                                        |                                        |                                        |                                        | | | | | | |                                                                      |                                                                      |                                                                      |                                                                      |                                                                      |                                                                      | Pedro Emilio Parés Gago (1904-1959)                                   | Pedro Emilio Parés Gago (1904-1959)                                   | Pedro Emilio Parés Gago (1904-1959)                                   | Pedro Emilio Parés Gago (1904-1959)                                   | Pedro Emilio Parés Gago (1904-1959)                                   | Pedro Emilio Parés Gago (1904-1959)                                   |                                        |                                        | Leticia Pieretti Guzmán (1913-1976)                                                          | Leticia Pieretti Guzmán (1913-1976)                                                          | Leticia Pieretti Guzmán (1913-1976)                                                          | Leticia Pieretti Guzmán (1913-1976)                                                          | Leticia Pieretti Guzmán (1913-1976)                                                          | Leticia Pieretti Guzmán (1913-1976)                                                          |                                               |                                               |                                               |                                               |  |  |
|                                     |                                     |                                     |                                     |                                        |                                        |                                        |                                        | | | | | | |                                                                      |                                                                      |                                                                      |                                                                      |                                                                      |                                                                      |                                                                       |                                                                       |                                                                       |                                                                       |                                                                       |                                                                       |                                        |                                        |                                                                                              |                                                                                              |                                                                                              |                                                                                              |                                                                                              |                                                                                              |                                               |                                               |                                               |                                               |  |  |
|                                     |                                     |                                     |                                     |                                        |                                        |                                        |                                        | | | | | | |                                                                      |                                                                      |                                                                      |                                                                      |                                                                      |                                                                      |                                                                       |                                                                       |                                                                       |                                                                       | Silene Parés de Hidalgo (1938-2016)                                   | Silene Parés de Hidalgo (1938-2016)                                   | Silene Parés de Hidalgo (1938-2016)    | Silene Parés de Hidalgo (1938-2016)    | Silene Parés de Hidalgo (1938-2016)                                                          | Silene Parés de Hidalgo (1938-2016)                                                          |                                                                                              |                                                                                              | Octavio Antonio Hidalgo Tortolero (1928-1971)                                                | Octavio Antonio Hidalgo Tortolero (1928-1971)                                                | Octavio Antonio Hidalgo Tortolero (1928-1971) | Octavio Antonio Hidalgo Tortolero (1928-1971) | Octavio Antonio Hidalgo Tortolero (1928-1971) | Octavio Antonio Hidalgo Tortolero (1928-1971) |  |  |
|                                     |                                     |                                     |                                     |                                        |                                        |                                        |                                        | | | | | | |                                                                      |                                                                      |                                                                      |                                                                      |                                                                      |                                                                      |                                                                       |                                                                       |                                                                       |                                                                       | Silene Parés de Hidalgo (1938-2016)                                   | Silene Parés de Hidalgo (1938-2016)                                   | Silene Parés de Hidalgo (1938-2016)    | Silene Parés de Hidalgo (1938-2016)    | Silene Parés de Hidalgo (1938-2016)                                                          | Silene Parés de Hidalgo (1938-2016)                                                          |                                                                                              |                                                                                              | Octavio Antonio Hidalgo Tortolero (1928-1971)                                                | Octavio Antonio Hidalgo Tortolero (1928-1971)                                                | Octavio Antonio Hidalgo Tortolero (1928-1971) | Octavio Antonio Hidalgo Tortolero (1928-1971) | Octavio Antonio Hidalgo Tortolero (1928-1971) | Octavio Antonio Hidalgo Tortolero (1928-1971) |  |  |
|                                     |                                     |                                     |                                     |                                        |                                        |                                        |                                        | | | | | | |                                                                      |                                                                      |                                                                      |                                                                      |                                                                      |                                                                      |                                                                       |                                                                       |                                                                       |                                                                       |                                                                       |                                                                       |                                        |                                        |                                                                                              |                                                                                              |                                                                                              |                                                                                              |                                                                                              |                                                                                              |                                               |                                               |                                               |                                               |  |  |
|                                     |                                     |                                     |                                     |                                        |                                        |                                        |                                        | | | | | | |                                                                      |                                                                      |                                                                      |                                                                      |                                                                      |                                                                      |                                                                       |                                                                       |                                                                       |                                                                       |                                                                       |                                                                       |                                        |                                        | Luis Vicente Hidalgo Parés (1971-)                                                           |                                                                                              |                                                                                              |                                                                                              |                                                                                              |                                                                                              |                                               |                                               |                                               |                                               |  |  |

## Escudo de armas

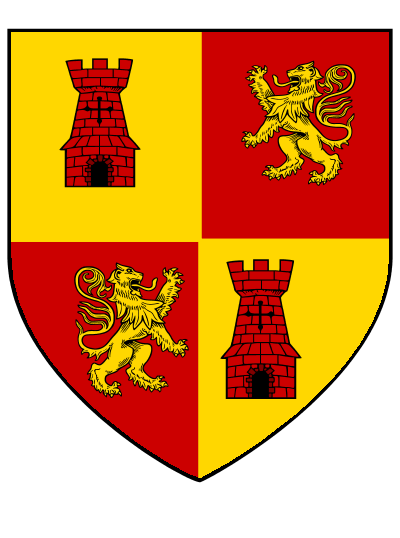
Escudo de Armas de la casa de Emparan

De acuerdo al estudio realizado por Juan Carlos de Guerra, el apellido Emparan fue uno de los antiguos linajes de acreditada nobleza de la provincia de española de Guipúzcoa. En otros tiempos el apellido Emparan ostentó diferentes escudos que a la par servían de ornamentos a la casa-torre y palacio y recordaban las hazañas con que se distinguieron sus antiguos moradores. En un principio las armas de la casa de Emparan mostraban un escudo cuartelado: 1º y 4º, en campo de oro, una torre de gules, y 2º y 3º, en campo de gules, un león rampante de oro, afrontado el del cuartel 2º con el del 3º.
También en la villa de Azpeitia, el apellido Martínez de Emparan ostentaban un escudo partido: 1. con un árbol verde y un jabalí negro atravesado, y, por enlace con la casa de Balda, tres paneles verdes puestas en la copa del árbol. 2. partido en cuatro cuarteles: 1° y 4° de gules con una torre parda en cada uno; 2° y 3° de oro con leones rampantes de gules.

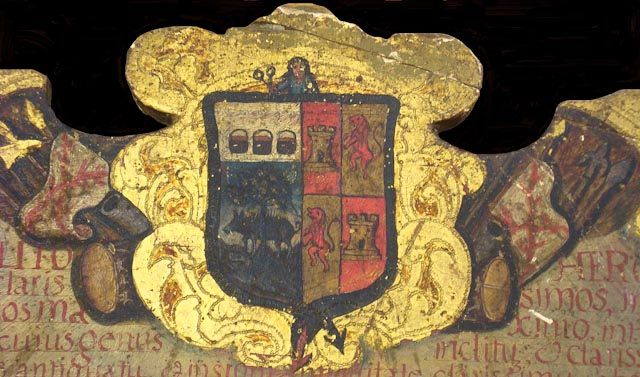
Escudo de armas de la familia Martínez de Emparan de Azpeitia

El escudo de armas elaborado en plata de la familia Martínez de Emparan de Azpeitia y su representante Francisco José de Emparan, se encuentra en el altar-tabernáculo del Santísimo Cristo de La Laguna en la isla de Tenerife (Canarias, España).

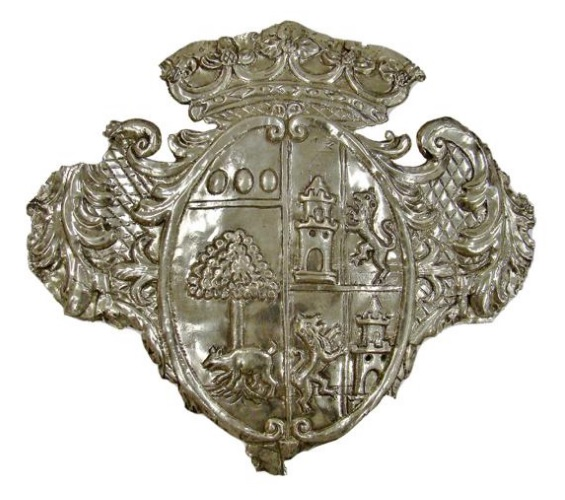
Escudo de armas del comandante general Francisco José de Emparan ubicado en el altar-tabernáculo del Santísimo Cristo de La Laguna